# Ministero del turismo e dell'ambiente
Il Ministero del turismo e dell'ambiente (in albanese Ministria e Turizmit dhe Mjedisit – MTM) è un dicastero del governo albanese responsabile delle politiche ambientali e turistiche dell'Albania.
L'attuale ministro è Mirela Kumbaro (PSSH), in carica dal 18 settembre 2021.

## Riorganizzazione
Il Ministero nel corso del tempo ha avuto diverse denominazioni:
- Ministero del commercio interno e del turismo (1991–1992)
- Ministero del turismo (1992–1994)
- ministero dell'edilizia e del turismo (1994–1996)
- Ministero dei lavori pubblici, della pianificazione territoriale e del turismo (1996–1997)
- Ministero del commercio e del turismo (1997–1998)
- Ministero dei lavori pubblici e del turismo (2001–2002)
- Ministero della pianificazione territoriale e del turismo  (2002–2005)
- Ministero del turismo, della cultura, della gioventù e dello sport (2005–2013)
- Ministero dello sviluppo economico, del turismo, del commercio e delle imprese (2013–2017)
- Ministero del turismo e dell'ambiente (2017–)

## Istituzioni subordinate
- Agenzia nazionale del turismo (AKT)
- Agenzia nazionale costiera (AKB)
- Agenzia nazionale delle aree protette (AKZM)
- Agenzia nazionale per l'ambiente (NAE)
- Agenzia forestale nazionale (AKP)

## Ministri (1991–)
| N° | Ministro           | Mandato           | Mandato           |
| 1  | Gavrosh Pogaçe     | 11 maggio 1991    | 4 giugno 1991     |
| 2  | Agim Mero          | 11 giugno 1991    | 6 dicembre 1991   |
| 3  | Robert Gjini       | 18 dicembre 1991  | 13 aprile 1992    |
| 4  | Osman Shehu        | 13 aprile 1992    | 6 aprile 1993     |
| 5  | Edmond Spaho       | 6 aprile 1993     | 3 dicembre 1994   |
| 6  | Dashamir Shehi     | 4 dicembre 1994   | 10 luglio 1996    |
| 7  | Albert Brojka      | 11 luglio 1996    | 1º marzo 1997     |
| 8  | Vasillaq Spaho     | 11 marzo 1997     | 24 luglio 1997    |
| 9  | Shaqir Vukaj       | 25 luglio 1997    | 23 aprile 1998    |
| 10 | Bashkim Fino       | 6 settembre 2001  | 29 gennaio 2002   |
| 11 | Fatmir Xhafaj      | 22 febbraio 2002  | 25 luglio 2002    |
| 12 | Besnik Dervishi    | 29 luglio 2002    | 29 dicembre 2003  |
| –  | Bashkim Fino       | 29 dicembre 2003  | 10 settembre 2005 |
| 13 | Bujar Leskaj       | 10 settembre 2005 | 19 marzo 2007     |
| 14 | Ylli Pango         | 20 marzo 2007     | 3 marzo 2009      |
| 15 | Ardian Turku       | 17 marzo 2009     | 17 settembre 2009 |
| 16 | Ferdinand Xhaferaj | 17 settembre 2009 | 21 luglio 2011    |
| 17 | Aldo Bumçi         | 25 luglio 2011    | 3 aprile 2013     |
| 18 | Visar Zhiti        | 4 aprile 2013     | 15 settembre 2013 |
| 19 | Arben Ahmetaj      | 15 settembre 2013 | 17 febbraio 2016  |
| 20 | Milva Ekonomi      | 26 febbraio 2016  | 13 settembre 2017 |
| 21 | Blendi Klosi       | 13 settembre 2017 | 18 settembre 2021 |
| 22 | Mirela Kumbaro     | 18 settembre 2021 | in carica         |